# Enhydrosoma ivitteae
Enhydrosoma ivitteae är en kräftdjursart som beskrevs av Jakobi 1955. Enhydrosoma ivitteae ingår i släktet Enhydrosoma och familjen Cletodidae. Inga underarter finns listade i Catalogue of Life.